# 郭翼
郭翼（1305年—1364年），字羲仲，自号东郭生，又称野翁，元朝昆山人。
郭翼曾经献策张士诚，没有得到采纳，归耕娄上。年老担任训导官。元惠宗至正二十四年卒，年六十岁。郭翼工于诗作，杨维桢称其有乐府才，尤精通《易经》。著有雪履斋笔记一卷，林外野言二卷。